# Holmesville
Holmesville és una població dels Estats Units a l'estat d'Ohio. Segons el cens del 2000 tenia 386 habitants.

## Demografia
Segons el cens del 2000, Holmesville tenia 386 habitants, 151 habitatges, i 104 famílies. La densitat de població era de 621 habitants/km².
Dels 151 habitatges en un 31,8% hi vivien nens de menys de 18 anys, en un 51% hi vivien parelles casades, en un 11,9% dones solteres, i en un 30,5% no eren unitats familiars. En el 27,2% dels habitatges hi vivien persones soles el 12,6% de les quals corresponia a persones de 65 anys o més que vivien soles. El nombre mitjà de persones vivint en cada habitatge era de 2,56 i el nombre mitjà de persones que vivien en cada família era de 3,07.
Per edats la població es repartia de la següent manera: un 24,1% tenia menys de 18 anys, un 9,6% entre 18 i 24, un 30,1% entre 25 i 44, un 23,1% de 45 a 60 i un 13,2% 65 anys o més.
L'edat mediana era de 38 anys. Per cada 100 dones de 18 o més anys hi havia 96,6 homes.
La renda mediana per habitatge era de 37.375 $ i la renda mediana per família de 39.375 $. Els homes tenien una renda mediana de 27.396 $ mentre que les dones 17.679 $. La renda per capita de la població era de 13.314 $. Aproximadament el 3,8% de les famílies i el 6,4% de la població estaven per davall del llindar de pobresa.

## Poblacions més properes
El següent diagrama mostra les poblacions més properes.